# Mauves-sur-Huisne
Mauves-sur-Huisne is een gemeente in het Franse departement Orne (regio Normandië) en telt 656 inwoners (2004). De plaats maakt deel uit van het arrondissement Mortagne-au-Perche.

## Geografie
De oppervlakte van Mauves-sur-Huisne bedraagt 14,2 km², de bevolkingsdichtheid is 46,2 inwoners per km².
De onderstaande kaart toont de ligging van Mauves-sur-Huisne met de belangrijkste infrastructuur en aangrenzende gemeenten.

## Demografie
Onderstaande figuur toont het verloop van het inwonertal (bron: INSEE-tellingen).